# Louis Tomlinson
Louis William Tomlinson (/ˈluːi ˈtɒmlɪnsən/) (tên khai sinh Louis Troy Austin, sinh ngày 24 tháng 12 năm 1991) là một ca sĩ nhạc pop người Anh, là thành viên của nhóm nhạc nam One Direction và cũng là một cầu thủ bóng đá chuyên nghiệp, anh từng chơi cho Doncaster Rovers tại Giải bóng đá hạng nhất Anh. Tomlinson bắt đầu sự nghiệp của mình với tư cách là một diễn viên, ban đầu là với một vai diễn trong bộ phim "Fat Friends" trên kênh ITV, sau đó là bộ phim "If I Had You" trên kênh ITV1 và "Waterloo Road" trên BBC. Năm 2010 anh được chọn trở thành thành viên của nhóm nhạc pop One Direction và họ lọt vào được top 3 trong chương trình The X Factor 2010. Năm 2013, anh được kết nạp vào câu lạc bộ bóng đá Doncaster Rovers trên cơ sở không hợp đồng.

## Cuộc sống thuở nhỏ
Tomlinson đến từ Doncaster, South Yorkshire, Anh. Mẹ của anh là bà Johannah Poulston và bố của anh là ông Troy Austin. Cha mẹ anh li dị nhau khi anh còn trẻ và anh đã lấy họ của cha dượng là Mark Tomlinson để đặt cho mình. Tomlinson có năm người em gái, và 2 trong số họ có mặt với vai trò như những đứa trẻ trong series phim "Fat Friends" bên cạnh anh trai họ. Anh ấy là học sinh tại trường Hall Cross, một trường tiêu chuẩn quốc gia, và là một học sinh cũ của trường Hayfield. Tomlinson bị đánh rớt trong năm học đầu tiên tại Hayfield và phải quay trở lại hoàn thành trình độ học khác tại Hall Cross. Anh có nhiều việc làm bao gồm làm việc tại rạp chiếu bóng Vue và tại sân vận động Doncaster Rovers như công việc của một bồi bàn trong các dãy phòng ở khách sạn. Khi còn là học sinh của Hall Cross, Tomlinson được xuất hiện trong nhiều vở nhạc kịch của trường. Và Danny Zuko, người đứng đầu môn nhạc lý tại Hall Cross, đã thúc đẩy Tomlinson đến vòng thử giọng của cuộc thi The X Factor.

## Sự nghiệp diễn xuất
Tomlinson cùng 2 người em của anh đã có được vai diễn đầu tiên trong series phim "Fat Friends". Sau Fat Friends, anh đã tham gia học diễn xuất tại một trường nghệ thuật tại Barnsley. Tomlinson đã có được vai nhỏ trong bộ phim "If I Had You" của kênh ITV1 và "Waterloo Road" của đài BBC. Và khi trở thành thành viên của nhóm nhạc One Direction thì anh cùng các thành viên của nhóm cũng đã xuất hiện trong một tập phim của iCarly vào năm 2012.

## Sự nghiệp âm nhạc
Vào năm 2010, Tomlinson được chọn trở thành thành viên của nhóm nhạc pop One Direction (họ về thứ ba chung cuộc tại The X Factor 2010). Họ đã ký kết một hợp đồng âm nhạc với ông chủ của hãng thu âm Syco, Simon Cowell, sau khi kết thúc tại vị trí thứ ba ở mùa thứ 7 của cuộc thi tìm kiếm giọng ca nước Anh "The X Factor" năm 2010. Sự thành công mang tầm quốc tế của họ được thông qua nhờ sức mạnh của giới truyền thông. Hai album phòng thu của One Direction là Up All Night và Take Me Home phát hành tương ứng vào năm 2011 và 2012 đã phá vỡ kỷ lục, đứng đầu các bảng xếp hạng của hầu hết các thị trường âm nhạc lớn và tạo ra nhiều bài hát siêu hit, bao gồm cả "What Makes You Beautiful" và "Live While We're Young".
Thường được báo chí mô tả như là một phần của "cuộc xâm lược Anh" tại Hoa Kỳ, nhóm đã tiêu thụ hết trên 30 triệu bản album, theo thống kê của công ty quản lý ban nhạc. Họ cũng đã nhận được nhiều giải thưởng bao gồm 2 giải BRIT Awards và 3 giải MTV Video Music Awards. Theo Nick Gatfield, chủ tịch và giám đốc điều hành công ty giải trí Sony Music tại Anh, One Direction đã thu về cho công ty số lợi nhuận kếch xù là 50 triệu đô-la Mỹ tính từ tháng 6 năm 2012. Và One Direction đã trở thành nghệ sĩ mới xuất sắc thế giới năm 2012 do Billboard bình chọn và công bố.
Tomlinson nói rằng Robbie Williams là thần tượng và là người có ảnh hưởng nhất trong sự nghiệp ca hát của anh. Trong một cuộc phỏng vấn với tạp chí NOW, anh ấy nói: "Tôi luôn luôn yêu Robbie. Anh ấy thật táo bạo, anh ấy có thể đi với bất cứ thứ gì. Những gì anh ấy trình diễn trên sân khấu thật không tin được". Tomlinson còn là thần tượng của nhạc sĩ - ca sĩ người Anh Ed Sheeran và đã gọi Sheeran là "một hiện tượng".

## Sự nghiệp bóng đá
Sau khi gây ấn tượng trong một trận đấu từ thiện tại sân vận động Keepmoat tại quê nhà Doncaster với mục đích quyên góp tiền cho Quỹ từ thiện Bluebell Wood, anh đã được thỏa thuận thi đấu cho câu lạc bộ bóng đá chuyên nghiệp Doncaster Rovers với tư cách là cầu thủ không hợp đồng. Thoả thuận này đã được chấp thuận với những cam kết trước đó trong hợp đồng của One Direction. Tomlinson được ra mắt với số áo 28 trong mùa giải 2013-2014. Anh ấy nói: "Thật sự không thể tin được. Tôi đã là một fan hâm mộ lớn của bóng đá từ rất lâu rồi và khi lớn lên ở Doncaster, tôi đã có nhiều khoảng thời gian tại Keepmoat. Được là một phần của đội bóng quả là một điều tuyệt vời". Quản lý của Doncaster Rovers, Paul Dickov đã nói đùa rằng "Anh ấy đã bỏ lỡ mất mùa giải trước và anh ấy đã có một kỳ nghỉ tại Mỹ, do đó năm nay chúng tôi đã có được anh ấy từ rất sớm".
Tomlinson hiện tại cũng đang là chủ sở hữu của một đội bóng nhỏ mang tên Three Horseshoes.